# Velká (Hranice)
Velká je vesnice, část města Hranice v okrese Přerov v Bečevské bráně. Nachází se asi 4 km na severozápad od Hranic v nadmořské výšce 280 metrů nad mořem. V roce 2009 zde bylo evidováno 167 adres. V roce 2001 zde trvale žilo 469 obyvatel.
Hranice III-Velká leží v katastrálním území Velká u Hranic o rozloze 5,81 km2.

## Historie
První historická zmínka o obci se poprvé objevuje v zemských deskách olomouckých v roce 1371. Obec je uváděna jako součást Drahotušského panství. Od roku 1622 je panství v držení olomouckého biskupa, kardinála Františka Dietrichštejna, jehož rod je vlastnil až do počátku 20. století.
Ve třicátých letech 19. století byly na katastru obce Velká vykoupeny pozemky pro stavbu železniční tratě Severní dráhy císaře Ferdinanda. Stavba začala v roce 1843 a trať (tehdy ještě jednokolejná) byla dokončena v roce 1845.
V roce 1859 byla v obci postavena první jednotřídní škola, dnes objekt bývalého hostince. Nová škola byla postavena v roce 1893 a učilo se v ní až do roku 1990. Mateřská školka byla zřízena v roce 1949 a učilo se v ní až do roku 1999.
Poté, co Velkou zasáhl v roce 1895 velký požár, založili místní obyvatelé v roce 1896 Sbor dobrovolných hasičů. Zakladatelem byl tehdejší starosta obce Josef Rýpar, který se stal i prvním náčelníkem.
Tělovýchovná jednota Sokol byla ve velké založena v roce 1920. V roce 1929 byla na místě tehdejší panské stodoly postavena sokolovna.
V roce 1929 byla do obce zavedena elektřina díky starostovi Josefu Bagárovi, který ji i přes odpor velké části obyvatel prosadil.
Během druhé světové války zažila obec několik bombardování. Největší proběhlo dne 13. října 1944 kolem poledne, kdy v blízkosti obce dopadlo čtyřicet dva bomb.
Zajímavostí je také Římský most přes Ludinu, který pochází nejspíše z 18. století.